# Ivan Hicks

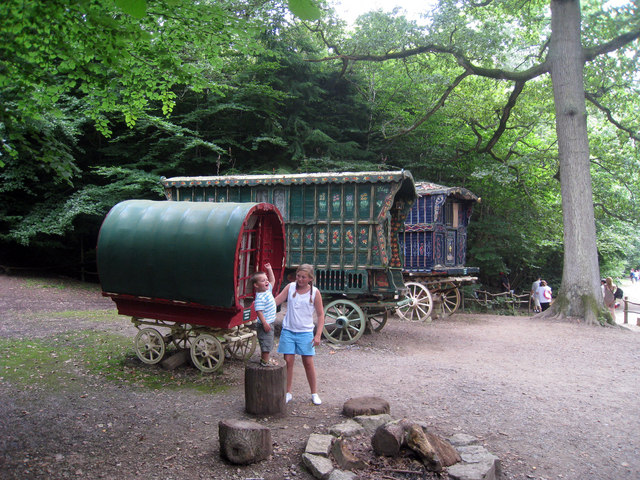
Romské vozy v Enchanted Forest

Ivan Hicks je oceňovaný britský zahradní architekt a krajinář známý pro své nápadité a výstřední návrhy zahradních úprav.
Začal svoji profesionální kariéru jako vrchní zahradník u surrealistického mecenáše umění Edwarda Jamese v Sussexu, West Dean. Pomohl Jamesovi vytvořit jeho zahrady v Anglii, Itálii a Las Pozas v Xilitla, San Luis Potosí, Mexiko. Po Jamesově smrti se Hicks dále živí jako zahradní manažer v West Dean.
I. Hicks byl nominován na cenu Gardener's World (Tv program BBC) v letech 1999–2001. Získal několik ocenění, včetně jednoho z britské asociace  British Association of Landscape Industries pro vyvýšený chodník v korunách stromů, 'The Dark Walk'  v úpravě 'Enchanted Forest' v Groombridge v Kentu.

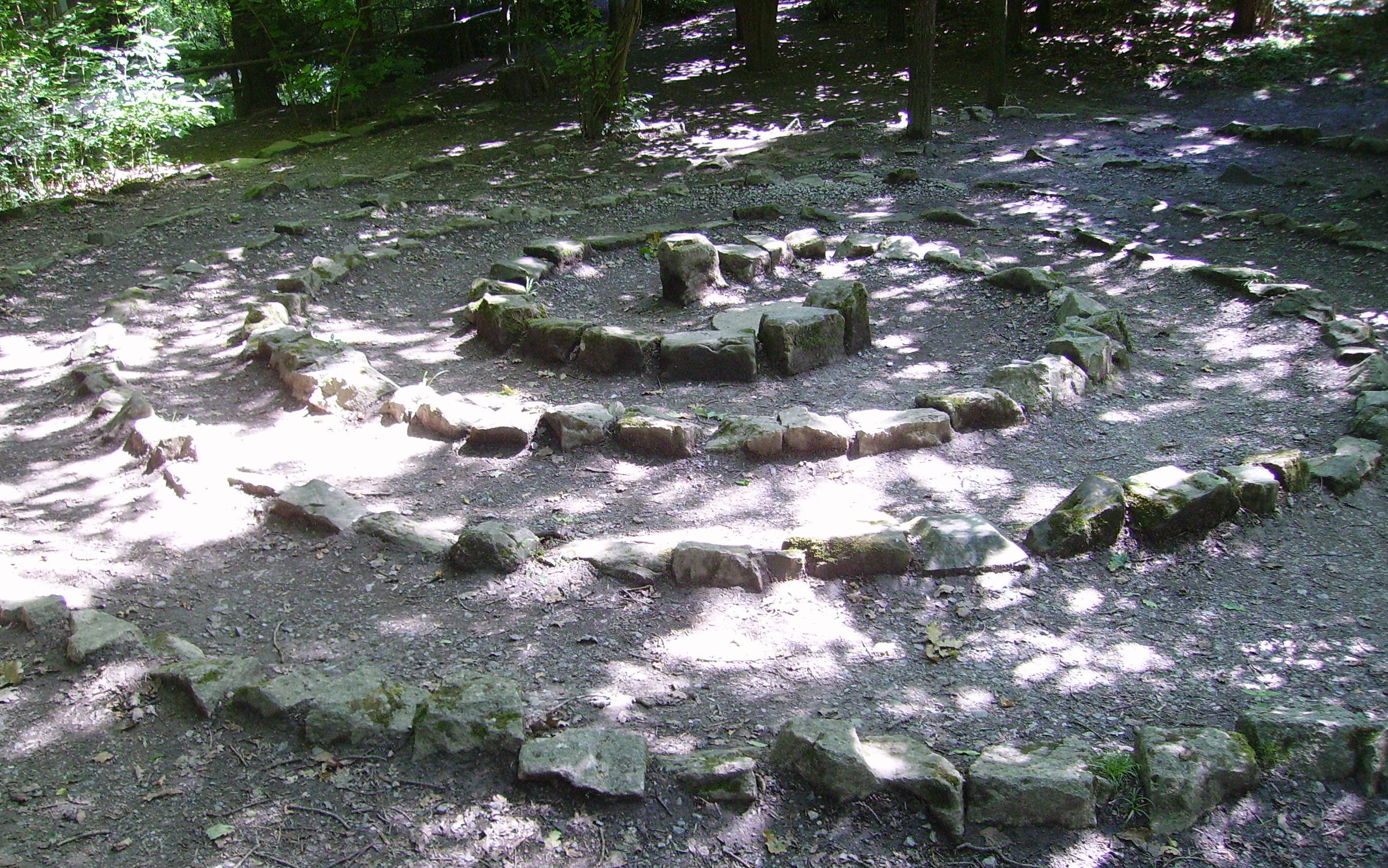
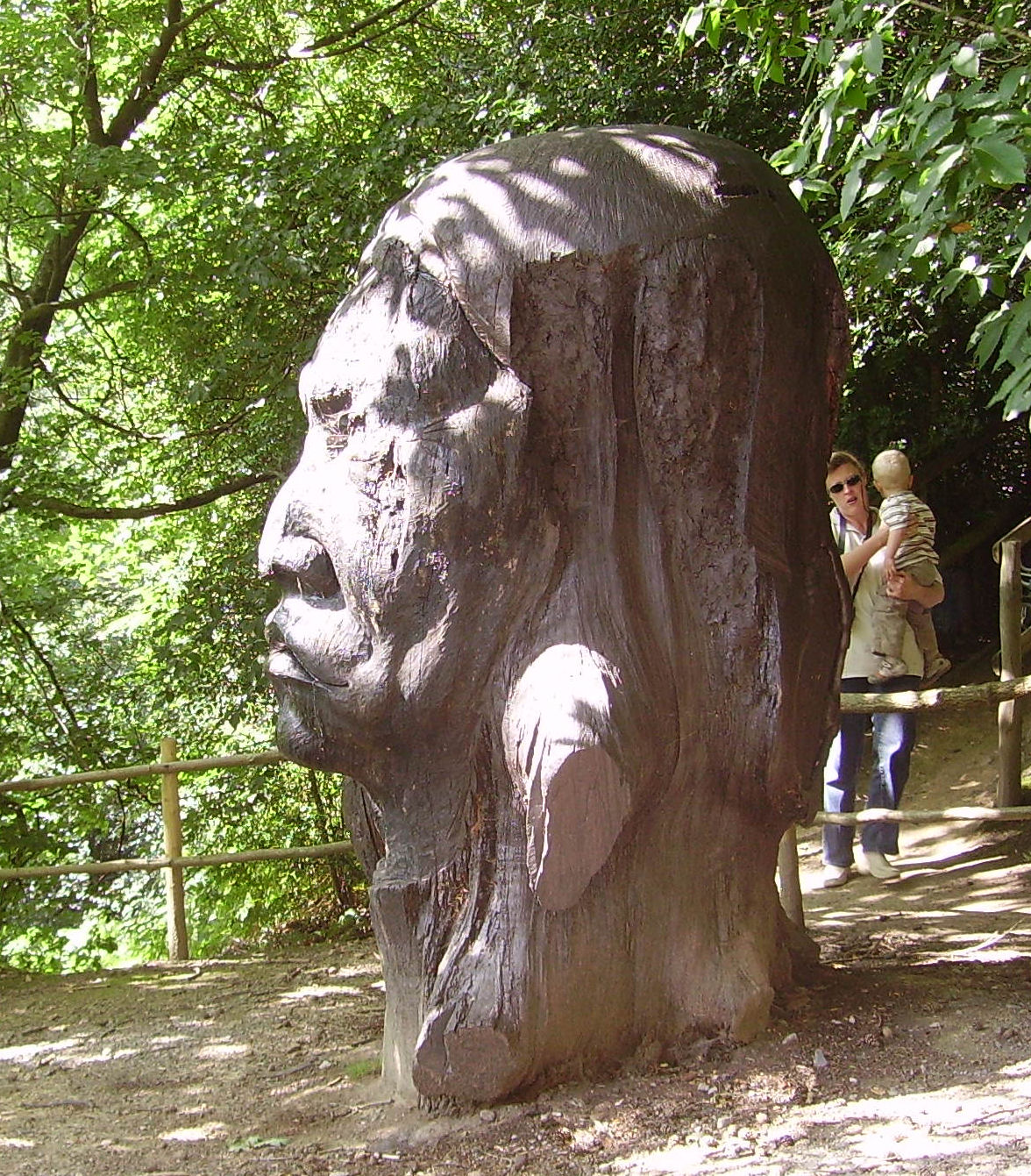
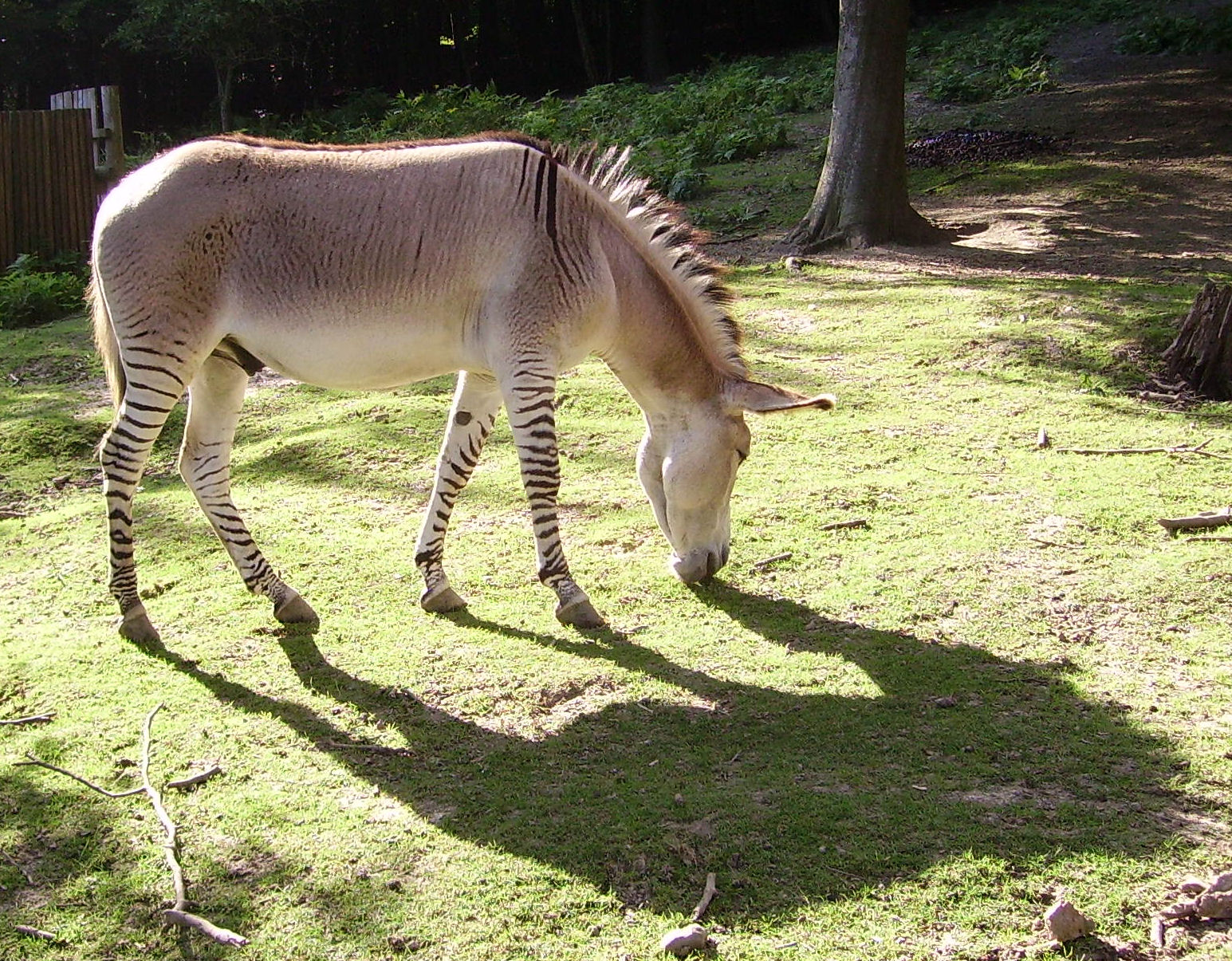
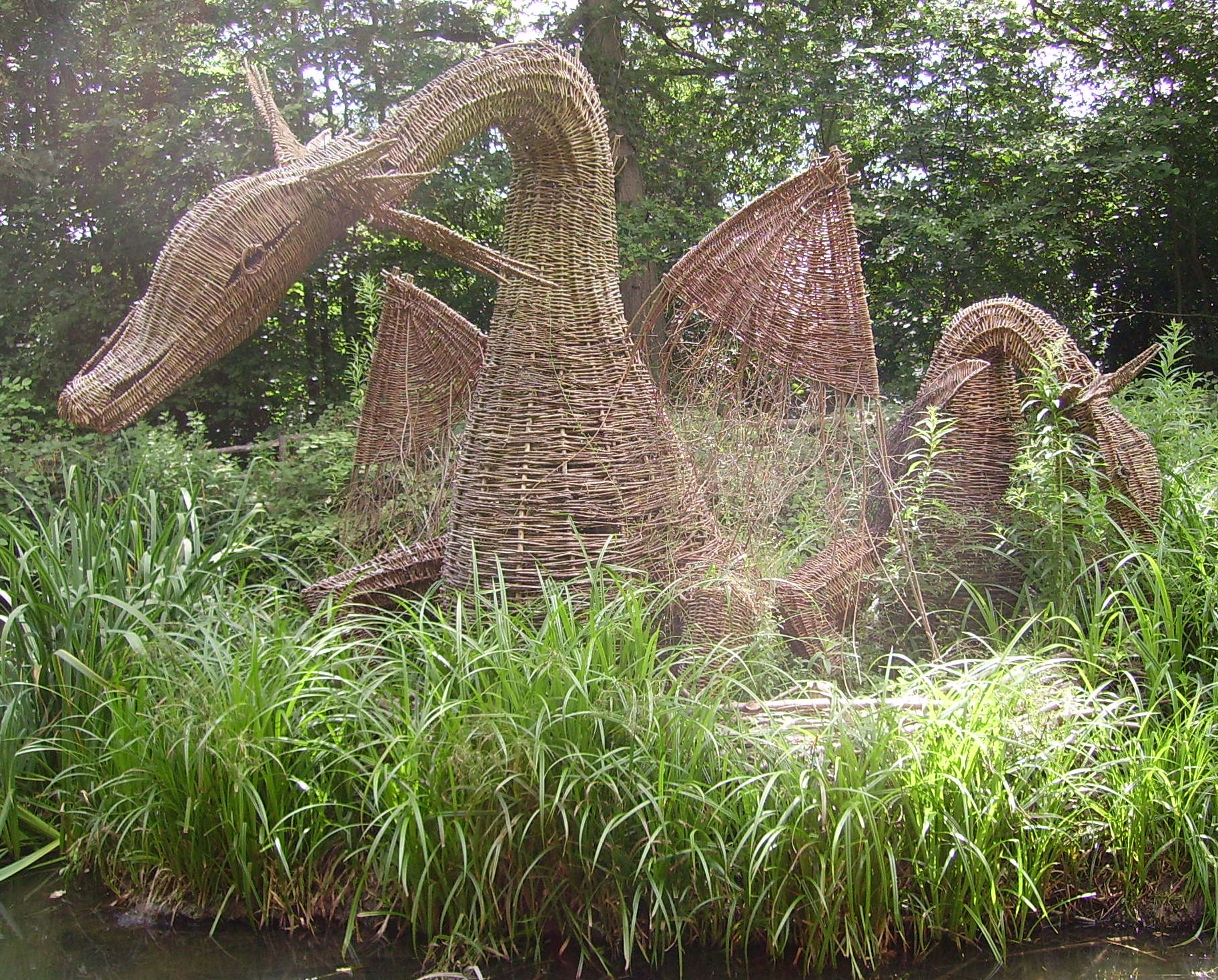

## Dílo
- hlavní designér Butterfly World, St Albans
- Enchanted Forest, Groombridge Place, Kent
- Garden in Mind, Hampshire